# Australoheros capixaba
Australoheros capixaba är en fiskart som beskrevs av Ottoni 2010. Australoheros capixaba ingår i släktet Australoheros och familjen Cichlidae. Inga underarter finns listade.